# (2365) Interkosmos
(2365) Interkosmos (1980 YQ) – planetoida z pasa głównego asteroid okrążająca Słońce w ciągu 4,06 lat w średniej odległości 2,55 au. Odkryta 30 grudnia 1980.